# Fotoausrüstung

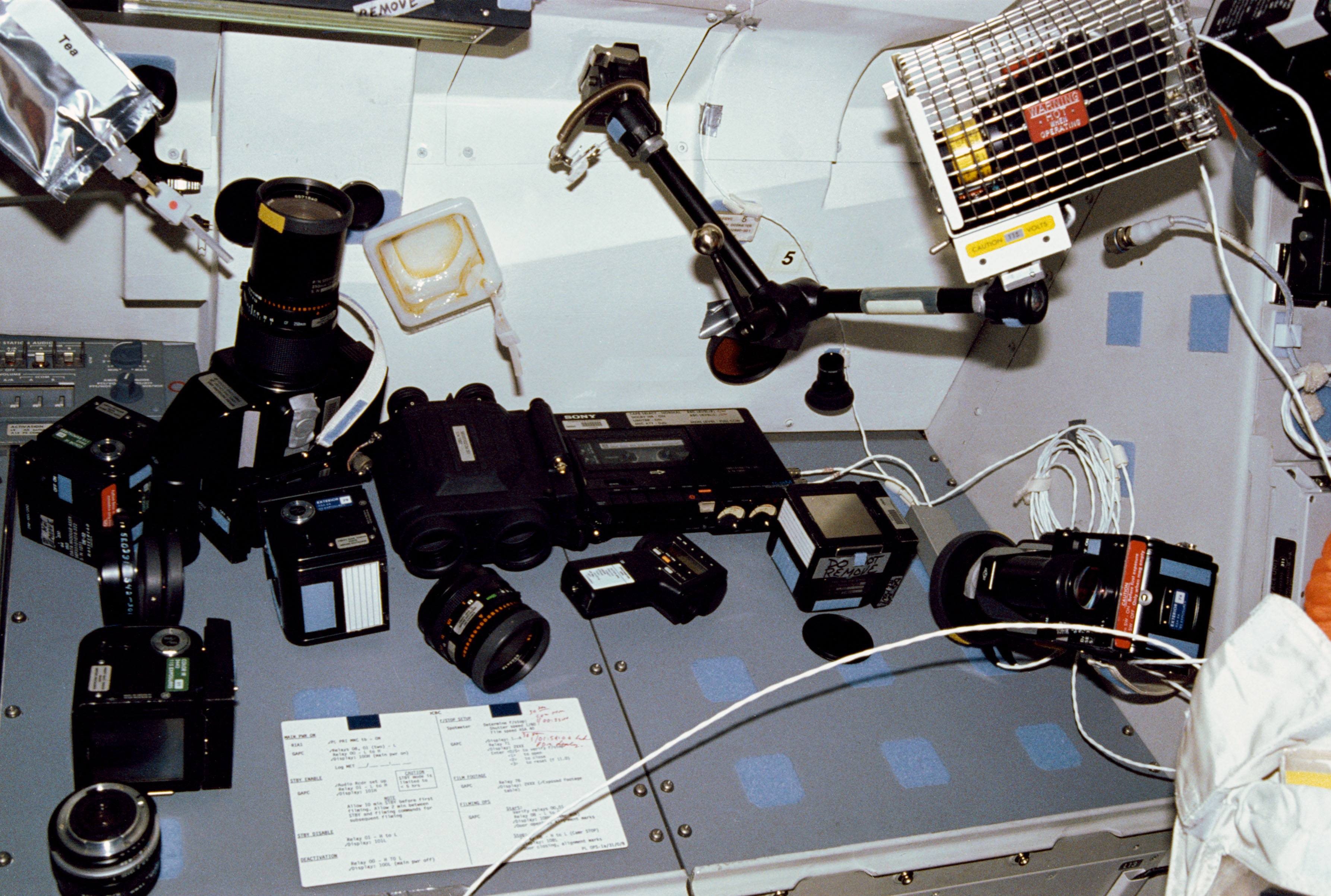
Symbolfoto einer professionellen Kameraausstattung (1990)

Als Fotoausrüstung bezeichnet man die Gesamtheit des fotografischen Zubehörs, das ein Fotograf mit sich führt.
Eine Fotoausrüstung wird dem jeweiligen Aufnahmezweck gemäß zusammengestellt; sie kann neben dem Kameragehäuse selbst, Wechselobjektive, sowie beispielsweise ein Stativ, Farb-, Effekt- oder Korrektur-Filter, ein Blitzgerät, einen externen Belichtungsmesser, Filme oder bei der digitalen Fotografie Speichermedien und Notebook usw. umfassen.
Die Gerätschaften werden in einem spezialisierten Fotokoffer, einem Fotorucksack oder einer Fototasche stoß- und feuchtigkeitsgeschützt aufbewahrt. 
Für spezielle Anwendungen ist der Umfang der Fotoausrüstung nur durch die für den Fotografen notwendige Mobilität begrenzt. Eher ortsfeste Aufnahmen, wie beispielsweise in der Modefotografie, können naturgemäß mehr Gerätschaften wie eine mobile Blitzanlage oder Reflektoren mit sich führen als ein fotografierender Kriegsberichterstatter.